# مشكلة في الجنة (فلم)
مشكلة في الجنة (بالإنجليزية: Trouble in Paradise) هو فيلم أبيض وأسود كوميدي رومانسي أمريكي صدر عام 1932 من إخراج إرنست لوبيتش وبطولة ميريام هوبكنز وكاي فرانسيس وهربرت مارشال. استنادًا إلى مسرحية الباحث المحترم لعام 1931 للكاتب المسرحي المجري لازلو الادير، الشخصيات الرئيسية هي لص جنتلمان وسيدة نشالة يتحدان لخداع امرأة جميلة تمتلك شركة عطور.

## طاقم التمثيل
- ميريام هوبكنز بدور ليلي
- كاي فرانسيس بدور مدام كوليت
- هربرت مارشال بدور جاستون مونسكو
- تشارلز راجلز بدور الرائد (بدور تشارلي راجلز)
- إدوارد إيفرت هورتون بدور فرانسوا فيليبا
- سي أوبري سميث بدور أدولف جيه جيرون
- روبرت جريج بدور جاك (الخادم)

## روابط خارجية
- مشكلة في الجنة  في قاعدة بيانات الأفلام على الإنترنت (بالإنجليزية)
- مشكلة في الجنة (فلم) في قاعدة بيانات تيرنر كلاسيك موفيز للأفلام.
- مشكلة في الجنة على موقع أول موفي.
- مشكلة في الجنة على فهرس معهد الفيلم الأمريكي